# 2019-es Red Bull Air Race Világkupa
A 2019-es Red Bull Air Race Világkupa a tizennegyedik, egyben utolsó szezonja volt a sorozatnak. A széria utolsó bajnoka, először az ausztrál Matt Hall lett.

## Versenyzők és repülőgépek

### Master osztály
| Rajtszám | Pilóta            | Repülőgép         | Versenyek |
| -------- | ----------------- | ----------------- | --------- |
| 5        | Cristian Bolton   | Zivko Edge 540 V2 | Összes    |
| 11       | Mikaël Brageot    | MX Aircraft MXS   | Összes    |
| 10       | Kirby Chambliss   | Zivko Edge 540 V3 | Összes    |
| 21       | Matthias Dolderer | Zivko Edge 540 V3 | Összes    |
| 99       | Michael Goulian   | Zivko Edge 540 V2 | Összes    |
| 95       | Matt Hall         | Zivko Edge 540 V3 | Összes    |
| 27       | Nicolas Ivanoff   | Zivko Edge 540 V3 | Összes    |
| 18       | Petr Kopfstein    | Zivko Edge 540 V3 | Összes    |
| 12       | François Le Vot   | Zivko Edge 540 V2 | Összes    |
| 84       | Pete McLeod       | Zivko Edge 540 V3 | Összes    |
| 31       | Muroja Josihide   | Zivko Edge 540 V3 | Összes    |
| 24       | Ben Murphy        | Zivko Edge 540 V2 | Összes    |
| 8        | Martin Šonka      | Zivko Edge 540 V3 | Összes    |
| 26       | Juan Velarde      | Zivko Edge 540 V2 | Összes    |

### Challenger osztály
- Az Challenger osztály összes pilótája egy Zivko Edge 540 V2-es repülővel állt rajthoz.[5]

| Rajtszám | Pilóta            | Versenyek |
| -------- | ----------------- | --------- |
| 33       | Mélanie Astles    | 1, 3      |
| 62       | Florian Bergér    | 1–2, 4    |
| 7        | Kenny Chiang      | 2, 4      |
| 48       | Kevin Coleman     | 1–2, 4    |
| 32       | Dario Costa       | 1, 3      |
| 6        | Luke Czepiela     | 1, 3–4    |
| 77       | Patrick Davidson  | 2–3       |
| 25       | Sammy Mason       | 1, 3      |
| 17       | Daniel Ryfa       | 2–3       |
| 23       | Patrick Strasser  | 2–3       |
| 15       | Baptiste Vignes   | 2–4       |
| 87       | Vito Wyprächtiger | 3–4       |

## Versenynaptár és eredmények
A tervezett nyolc fordulós versenynaptár 2019 januárjában került nyilvánosságra, azonban a bajnokság megszűnése végett csak a betervezett négy fordulót rendezik meg.
| Verseny | Ország                  | Helyszín          | Dátum                 | Selejtező győztese | Győztes pilóta  | Győztes repülőgép | Győztes Challenger                    |
| ------- | ----------------------- | ----------------- | --------------------- | ------------------ | --------------- | ----------------- | ------------------------------------- |
| 1.      | Egyesült Arab Emírségek | Abu-Dzabi         | 2019. Február 8–9.    | Muroja Josihide    | Muroja Josihide | Zivko Edge 540 V3 | R1: Florian Bergér R2: Florian Bergér |
| 2.      | Oroszország             | Kazany, Tatárföld | 2019. Június 15–16.   | Mikaël Brageot     | Muroja Josihide | Zivko Edge 540 V3 | R1: Kenny Chiang R2: Florian Bergér   |
| 3.      | Magyarország            | Zamárdi, Balaton  | 2019. Július 13–14.   | Martin Šonka       | Matt Hall       | Zivko Edge 540 V3 | R1: Dario Costa R2: Daniel Ryfa       |
| 4.      | Japán                   | Makuhari, Csiba   | 2019. Szeptember 7–8. | Juan Velarde       | Muroja Josihide | Zivko Edge 540 V3 | Florian Bergér                        |

## A világbajnokság végeredménye

### Master osztály
Pontozási rendszer az időmérőn
| Helyezés | 1. | 2. | 3. |
| Pont     | 3  | 2  | 1  |

Pontozási rendszer a versenyen
| Helyezés | 1. | 2. | 3. | 4. | 5. | 6. | 7. | 8. | 9. | 10. | 11. | 12. | 13. | 14. |
| Pont     | 25 | 22 | 20 | 18 | 14 | 13 | 12 | 11 | 5  | 4   | 3   | 2   | 1   | 0   |

| Helyezés | Pilóta            | ABU | KAZ | ZAM | CHI | Pont |
| -------- | ----------------- | --- | --- | --- | --- | ---- |
| 1.       | Matt Hall         | 5   | 2   | 1   | 3   | 81   |
| 2.       | Muroja Josihide   | 1   | 1   | 12  | 1   | 80   |
| 3.       | Martin Šonka      | 2   | 32  | 41  | 132 | 68   |
| 4.       | Pete McLeod       | 92  | 9   | 3   | 4   | 50   |
| 5.       | Ben Murphy        | 13  | 5   | 2   | 8   | 48   |
| 6.       | Kirby Chambliss   | 8   | 12  | 6   | 2   | 48   |
| 7.       | Nicolas Ivanoff   | 4   | 7   | 11  | 5   | 47   |
| 8.       | Mikaël Brageot    | 7   | 81  | 103 | 6   | 44   |
| 9.       | Michael Goulian   | 3   | 10  | 7   | 9   | 42   |
| 10.      | Juan Velarde      | 6   | 11  | 52  | 101 | 39   |
| 11.      | François Le Vot   | 12  | 43  | 14  | 73  | 34   |
| 12.      | Cristian Bolton   | 14  | 6   | 8   | 11  | 27   |
| 13.      | Petr Kopfstein    | 10  | 13  | 9   | 14  | 10   |
| 14.      | Matthias Dolderer | 11  | Ni  | 13  | 12  | 6    |
| Helyezés | Pilóta            | ABU | KAZ | ZAM | CHI | Pont |

| Helyezés | 1. | 2. | 3. | 4. | 5. | 6-8. |
| Pont     | 10 | 8  | 6  | 4  | 2  | 0    |

| Helyezés | Pilóta            | ABU | KAZ | KAZ | ZAM | CHI | Csepp | Pont |
| -------- | ----------------- | --- | --- | --- | --- | --- | ----- | ---- |
| 1.       | Florian Bergér    | 1   |     | 1   |     |     |       | 20   |
| 2.       | Kenny Chiang      |     | 1   | 3   |     |     |       | 16   |
| 3.       | Daniel Ryfa       |     | 3   |     | 1   |     |       | 16   |
| 4.       | Sammy Mason       | 4   | 2   | 5   |     |     |       | 14   |
| 5.       | Mélanie Astles    | 2   |     |     | 5   |     |       | 10   |
| 6.       | Dario Costa       | 5   |     |     | 2   |     |       | 10   |
| 7.       | Kevin Coleman     | 3   | 4   |     |     |     |       | 10   |
| 8.       | Baptiste Vignes   |     |     | 4   | 3   |     |       | 10   |
| 9.       | Patrick Davidson  |     | 6   | 2   |     |     |       | 8    |
| 10.      | Patrick Strasser  |     | 5   | 6   | 4   |     |       | 6    |
| 11.      | Luke Czepiela     | 6   |     |     |     |     |       | 0    |
| 12.      | Vito Wyprächtiger |     |     |     | 6   |     |       | 0    |
| Helyezés | Pilóta            | ABU | KAZ | KAZ | ZAM | CHI | Csepp | Pont |
| Forrás:  |                   |     |     |     |     |     |       |      |